# Ákosi református templom
Az ákosi református templom műemlékké nyilvánított templom Romániában, Szatmár megyében. A romániai műemlékek jegyzékében az SM-II-m-A-05253 sorszámon szerepel. 

## Története
A templom eredetileg az Ákos nemzetség monostorának temploma volt. Első írásos említése 1342-ből származik, de régészeti és művészettörténeti megfontolások alapján a monostor és a templom építését a 12. század második felére teszik. A monostor előbb kikerült a fokozatosan elszegényedő Ákos család birtokából; egy 1421-es irat szerint a monostor kegyura a Csáki család két tagja volt. A monostor utóbb megszűnt, a 15. század második felétől kezdve már nem szerepel az írott forrásokban; a templom feltehetőleg plébániatemplomként működött tovább.
1597-ben a település és a templom reformátussá lett. Első ismert nevű református lelkésze Harsányi Mihály volt, akit az 1597. január 16-i tasnádi közzsinat küldött ide. 1642-ben a rossz állapotban levő, fedél nélküli templomot a hívek felújították, de még abban az évben leégett. Kijavítására 1732-ben került sor, a tornyokra barokk stílusú sisakok kerültek. 1747-ben villám csapott a déli toronyba. A felújítás költségét Török János és felesége Papp Kata állták; nevüket egy a templomkertben elhelyezett emléktábla örökíti meg. Szentesi Keresztes Mihály, a gyülekezet lelkésze 1773–1791 között, 1789-ben verset írt az egyház jegyzőkönyvébe a templomot ért csapásokról.
Az 1834. szeptember 15-i földrengés ismét megrongálta a templomot; kisebb javítások 1853-ban és 1867-ben történtek, majd a presbitérium az Országos Műemlékvédelmi Bizottság segítségét kérte az épület felújításához. 1869-ben Schulek Frigyes kapott megbízást a munkálatok vezetésére. A restaurálás 1896-ban kezdődött, és az anyagi források elégtelensége miatt csak 1902-ben fejeződött be. A restauráláskor végzett régészeti feltárások alatt Möller István egy kis kápolna nyomait fedezte fel. A kápolnát valószínűleg még a középkorban elbontották, de ennek időpontja nem ismert. A felújított templomot 1903. augusztus 9-én Bartók György püspök szentelte fel. 
1953-ban a templomot műemléknek nyilvánították; 1980-ban felújították. Az épületet felvették a 2015-ben elindított Erdélyi Értéktárba. 2017-ben tették közzé, hogy európai uniós források felhasználásával teljes külső és belső felújításra kerül sor, melynek során új fűtés- és villanyhálózatot terveznek beépíteni.